# 馬羅島
座標: 北緯33度07分 東経126度16分 / 北緯33.117度 東経126.267度
馬羅島（まらとう）とは、大韓民国の済州島から南に11km離れた所に位置する絶壁の島。韓国最南端の島であり、行政上は済州特別自治道の西帰浦市に属する。

## 概要
- 面積 - 0.3平方キロメートル
- 海岸線の長さ - 4.2km
- 住所 - 済州特別自治道西帰浦市大静邑加波里
- 島と済州市、西帰浦市とを結ぶ定期船が1日1～2回出ている。
- 有人島（人口はおよそ90人）

島内には民宿などがあり、釣りなどが観光資源。観光地化されている。

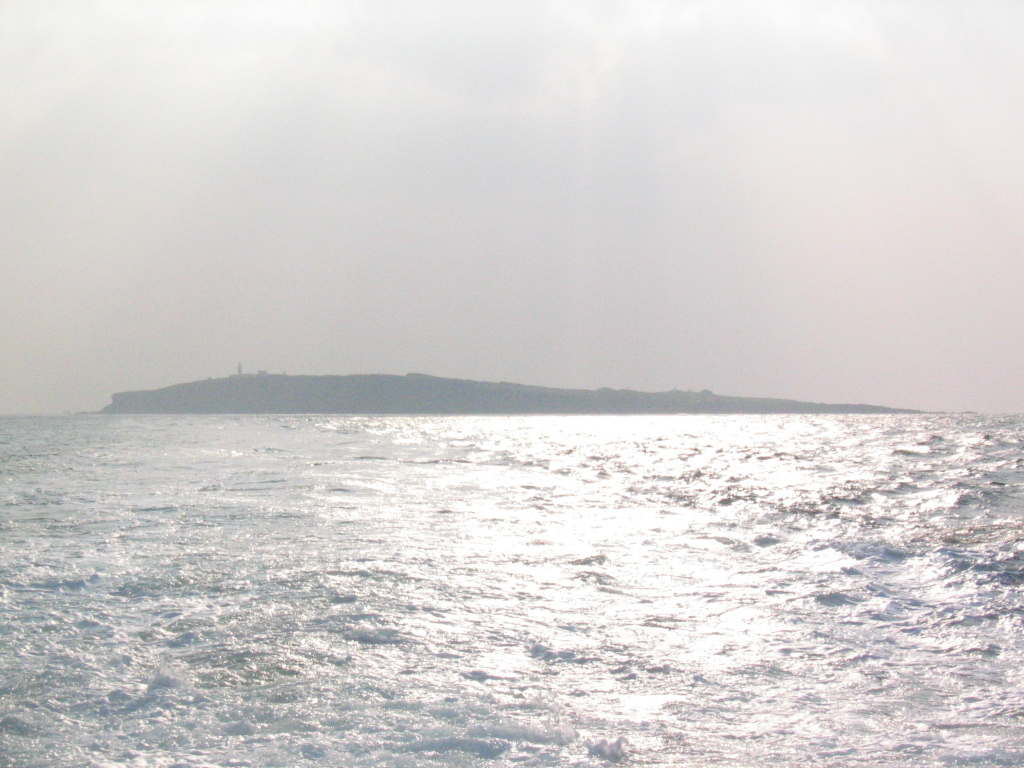
馬羅島遠景
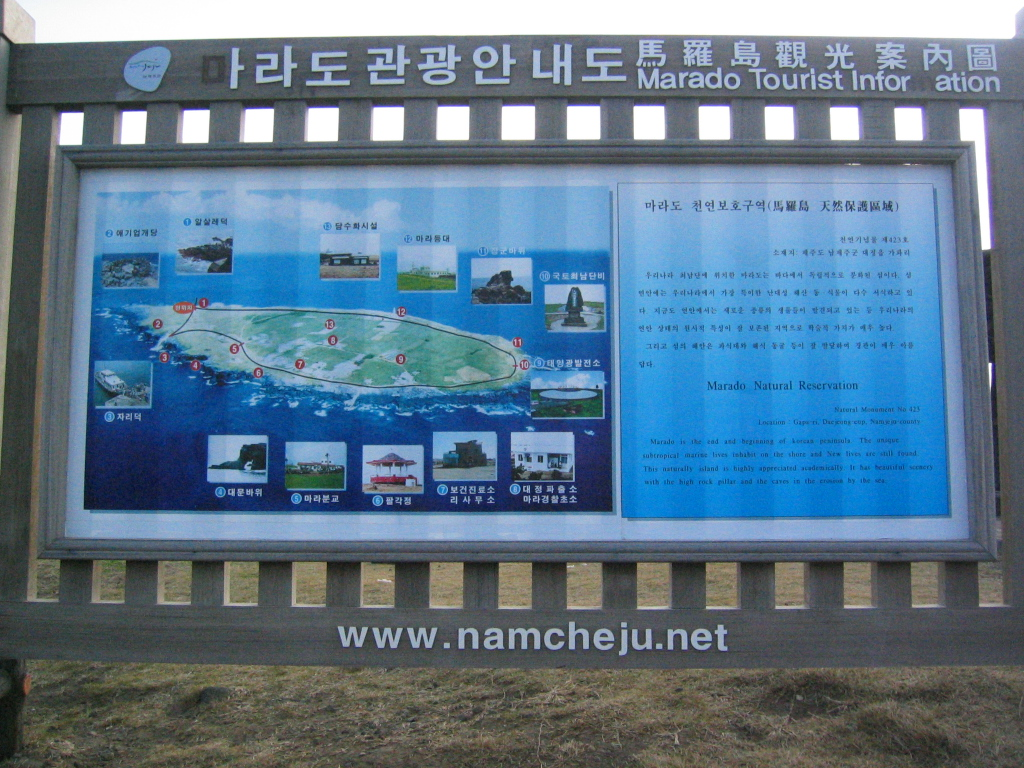
観光案内図
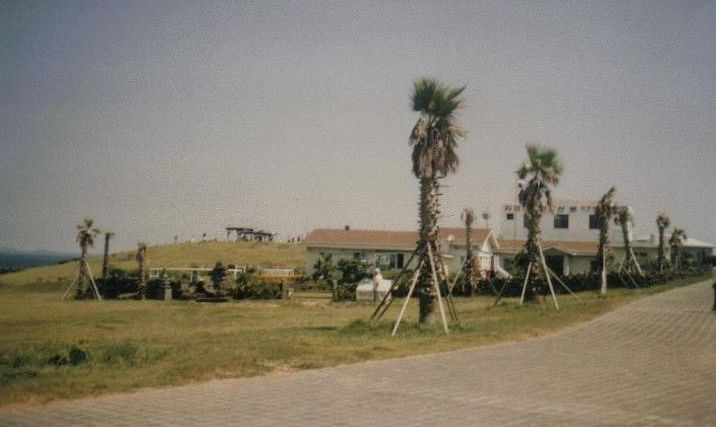
メインストリート
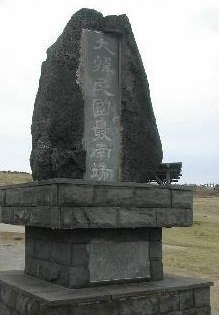
大韓民国最南端の碑